# Тёмная (Свердловская область)
Тёмная — деревня в Талицком городском округе Свердловской области, Россия.

## Географическое положение
Деревня Тёмная находится в 22 километрах (по дорогам в 28 километрах) к западу-северо-западу от города Талицы, на правом берегу реки Куяр — левого притока реки Пышмы.

## Население
| 2002 | 2010 | 2021 |
| ---- | ---- | ---- |
| 147  | ↘107 | ↘60  |